# 亀の井バス
亀の井バス株式会社（かめのいバス）は、大分県東部を営業エリアとする西日本鉄道（西鉄）系列の乗合バス・貸切バス事業者。

## 概要
九州観光の祖と言われた油屋熊八が別府地獄めぐりの遊覧輸送を目的に亀の井ホテルのバス事業部として設立。創業と同時に運行を始めた「別府地獄めぐり」は、国内で最も長い歴史を持つ定期観光バスである。また日本で初めて女性バスガイドを採用した事業者でもある。
別府市を中心に、由布市・宇佐市・速見郡日出町・玖珠郡九重町の一部で路線バスを運行している（高速バスのみ運行している市町村は除く）。また、由布市より委託を受けて由布市コミュニティバスの一部路線を運行している。

## 沿革
- 1928年（昭和 3年）1月10日 - 別府市流川6丁目に亀の井自動車株式会社設立。同年より村上アヤメが「少女車掌」（後に言うバスガイド）として地獄めぐりの案内役を務める[2]。
- 1935年（昭和10年） 5月 - 亀の井遊覧自動車株式会社に社名変更。
- 1937年（昭和12年） 3月 - 大橋バス株式会社を買収。
- 1939年（昭和14年） 6月 - 本社を別府市北浜に移転。
- 1940年（昭和15年） 6月 - 亀の井バス株式会社に社名変更。
- 1941年（昭和16年）10月 - 泉都自動車株式会社を買収。
- 1949年（昭和24年） 5月 - 貸切バス事業開始。
- 1957年（昭和32年）12月 - 別府市若草町に整備工場新設。
- 1964年（昭和39年） 4月 - 西鉄グループの傘下に入る。
- 1966年（昭和41年） 7月 - ワンマンバス運行開始（大分県内初）。
- 1971年（昭和46年） 2月 - 不動産事業開始。
- 1978年（昭和53年） 6月 - 本社を別府市鶴見の現在地に移転。
- 1986年（昭和61年） 4月 - ソニーCP（現CPコスメティクス）化粧品販売開始。商事事業本格化。
- 1992年（平成 4年） 5月 - 車内案内放送に大分県内初の英語・韓国語案内を導入。
- 1994年（平成6年） 5月 - 鶴高通りにコイン洗車場『カーピカプラザ石垣』を開業。
- 1994年（平成6年） 8月 - リフト付き路線バス運行開始。兵庫県以西では初、民間バス会社としては全国2番目。
- 1998年（平成10年）10月 - 定期観光バスで47年ぶりに『七五調案内（後述）』復活。
- 1999年（平成11年） 2月 - オリジナル『チョロQ』発売。バス会社では全国で4番目。
- 1999年（平成11年） 7月 - 『別府七五調名勝解説CD』発売。
- 1999年（平成11年） 7月 - オリジナル『リカちゃん』発売（バスガイドをモデルとしたリカちゃんとしては日本初）。
- 2000年（平成12年） 3月 - 大分共通バスカードシステム導入。
- 2003年（平成15年） 5月 - 亀の井北浜ビル完成。西鉄リゾートイン別府に北浜バスセンターを併設。
- 2005年（平成17年） 7月 - 整備工場を別府市鶴見に新設・移転。これに伴い、若草にあった整備工場を閉鎖。
- 2010年（平成22年）11月 - リフトバスを2台新規導入。別府リハビリに乗り入れない（太陽の家は経由する）鉄輪発着の16/26番の7本をリフトバスとして運行開始。翌年の10月末までの実証試験的なものだった。
- 2011年（平成23年） 3月 - ICカード乗車券『nimoca』を『めじろんnimoca』の名称で導入。[3]

## 本社および営業所
- 本社（大分県別府市大字鶴見3825-1）
- 別府営業所（別府市大字鶴見）

本社に併設される。自社のバスが所属。また西日本鉄道別府第二自動車営業所として西日本鉄道の車両の運行管理・整備も行う。西日本鉄道が同社に管理委託している車両は○亀と表記。
- 安心院車庫（宇佐市安心院町下毛）

路線が区間廃止したため、現在は月極駐車場として利用している。
- 柚の木車庫（由布市庄内町）
- 湯布院車庫（由布市湯布院町川上）

由布院駅前の由布院バスセンターに併設される。2005年までは湯布院営業所として機能していたものの、湯布院町の路線を廃止してコミュニティバスに移管したため、車庫に縮小。建物は乗務員の休憩所として使われ、配属されていたバスは全て別府営業所に転属している。　
常駐される一般路線車両は、整備等以外は固定されている。高速車両は、別府へ回送される。

## 主なバスターミナル
- 別府駅・別府駅西口
  - JR日豊本線別府駅には東口・西口ともにバスロータリーがある。出札機能はないが、観光案内所で乗車券等を購入できる。別府市内を発着するすべての定期観光バス・一般路線バスを利用できる。
- 北浜バスセンター
  - 西鉄リゾートイン別府1階に出札機能がある。定期観光バス以外は、国道10号または駅前通り上の「別府北浜」バス停を発着する。「別府北浜」バス停と合わせて別府市内を発着するすべての高速バス・定期観光バスと一部の一般路線バスを利用できる。
- 鉄輪待合所
  - 別府八湯の一つ、鉄輪（かんなわ）温泉にある。別府駅行の一般路線バスは鉄輪①のりば、明礬、亀川方面の一般路線バス・観光快速ゆふりん号・福岡行き高速バスとよのくに号は県道向かい側の鉄輪②のりばに出札機能と待合スペースを備えている。
  - 長崎行き高速バスと、福岡発のとよのくに号（降車専用）は、九州横断道路沿いの「鉄輪口」バス停に停車する。
- 別府交通センター
  - 別府国際観光港第二埠頭に隣接。外廻り循環線・別府大学経由鉄輪線・観光快速ゆふりん号が停車する。
  - 第二埠頭は宇和島運輸のターミナルであり、第三埠頭を利用するフェリーさんふらわあのターミナルは離れている。「別府観光港フェリーさんふらわあ前」バス停も上記路線が利用できる。
- 由布院駅前バスセンター
  - JR久大本線由布院駅に隣接。出札機能を備え、由布市内を発着するすべての福岡、大分空港行き高速バス・一般路線バス・観光快速ゆふりん号を利用できる。

## 現行路線

### 高速バス
定期運行
- 大分・別府 - 福岡「とよのくに号」（大分バス・大分交通・西日本鉄道と共同運行）

「とよのくに号」については、別府 - 福岡系統（ノンストップ便）を担当。同系統の西日本鉄道担当分も当社が管理を受託しており実質的に別府 - 福岡系統を一元的に当社が運行している。西鉄からの受託車両は営業所記号を「○亀」とし（当社所属車両には営業所記号・社番は無い）、他の高速バス車両と同様に本社（別府営業所）において「西日本鉄道自動車事業本部 別府第二自動車営業所」として管理している。
2017年7月1日のダイヤ改正で別府発のみ鉄輪②で乗車扱いとなり、鉄輪口は通過となる。福岡発は変更なし。
- 湯布院 - 福岡「ゆふいん号」（西鉄高速バス・日田バスと共同運行）

### 空港連絡バス
- 由布院駅前バスセンター - 大分空港（大分交通と共同運行）

2022年4月15日から運行再開

### 定期観光バス

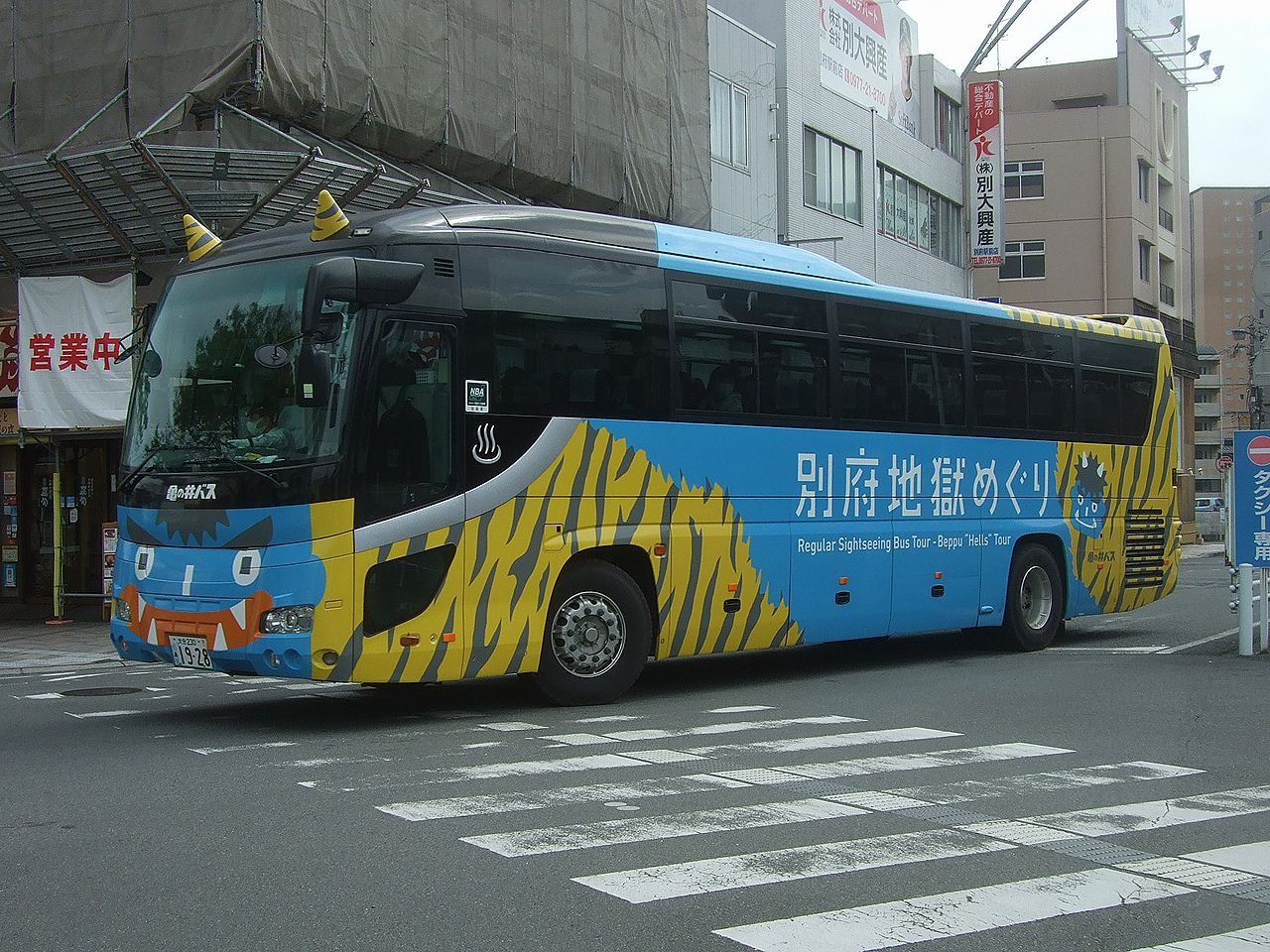
2018年7月1日から運行されている青鬼ラッピングの車両

別府駅と北浜バスセンターから乗車できる。午前便と午後便の2本運行される。

#### 別府地獄めぐり
別府地獄めぐりコースは別府市内に多数存在する様々な奇観を呈する自然湧出の源泉「地獄」を観光名所化した別府温泉の定番観光コース。名勝「別府の地獄」に選定されているものも含め、7つの地獄を周遊する。
七五調案内
少女車掌(現のバスガイド)が沿線の観光地を「ここは名高き流川、情けも厚き湯の街の、メインストリートの大通り、旅館商店軒並び、夜は不夜城でございます」等の名調子で案内して好評を博したもの。このアイディアは油屋熊八が箱根の冨士屋ホテルに泊まった際、番頭が漢文調で話しているのを聞いて浮かんだもので、案内文は「不老暢人」のペンネームを持つ社員薬師寺知朧の作で、研究に研究を重ね、当時親交のあった菊池寛、久米正雄に一部修正をしてもらい、七五調になったといわれている。現在も地獄めぐり定期観光バスで案内している。CDも発売された。
なお、2018年7月1日より、青鬼をモチーフとしたデザインのラッピングが施された専用車が使用されている。海地獄と血の池地獄の売店で、専用車を模ったチョコチップクッキーが販売されている。

### 一般路線バス
別府市内の路線はほとんどが30分や1時間間隔で運行されている。また路線網は網目状になっている。

#### 野口原・鉄輪・サファリ方面
竹の内経由鉄輪線
- 1：別府駅西口 - 西野口 - 野口原 - 荘園町 - 光の園 - 原 - 竹の内 - ベネフィットフォーユー前 - 本坊主 - 海地獄 - 鉄輪  ※九大別府病院不寄り

- 2：別府駅西口 - 西野口 - 野口原 - 荘園町 - 九大別府病院 - 光の園 - 原 - 竹の内 - ベネフィットフォーユー前 - 本坊主 - 海地獄 - 鉄輪
  - 2020年3月14日、日中の約半数（1時間当たり2本のうち1本）の便を九大別府病院不寄りに変更。同時に九大別府病院不寄り便を1番として独立。[5]

九大別府病院経由南原線
- 4：別府駅西口 → 西野口 → 野口原 → 九大別府病院 → 光の園 → 南原
  - 2020年3月14日、系統番号を1番→4番へと変更。[5]
  - 別府営業所のある南原へ向かう路線。平日朝1便のみ運行。[6]

野口原経由APU線
- 5：別府駅西口 - 別府公園 - 野口原 - 光の園 - 原 - 新別府口 - 鉄輪 - 海地獄 - 本坊主 - みょうばんクリニック - 明礬 - 湯山 - 立命館アジア太平洋大学
  - 別府駅〜鉄輪・明礬を最短ルートで結ぶ。2012年11月26日より観光客にもわかりやすくするため、「すぱっと」という愛称で運行している。

野口原経由別府リハビリ線
- 7：別府駅西口 - 別府公園 - 野口原 - 光の園 - 原 - 新別府口 - 鉄輪 -海地獄前 - 別府リハビリテーションセンター正門前

2017年4月1日のダイヤ改正で鉄輪から別府リハビリテーションセンター正門前まで延伸される事に伴い、現在の路線名へ変更された。
7系統の延伸に伴い、15系統・17系統のリハビリテーションセンター正門前までの乗り入れが廃止された。
平日の朝1便のみ運行されていた羽室台高校スクール便は、羽室台高校閉校に伴い廃止された。
サファリ線
- 41：別府駅西口 - 別府公園 - 野口原 - 光の園 - 原 - 新別府口 - 鉄輪 - 海地獄 - 本坊主 - みょうばんクリニック - 明礬 - 湯山 - 立命館アジア太平洋大学 - 堀の口 - サファリ - 天間 - 仙人田

2011年4月1日の改正で安心院線の仙人田 - 安心院間が廃止となり、仙人田行もサファリ線（行先番号41）の路線となった。また2013年3月16日のダイヤ改正で、唯一大分市まで乗り入れていた大分サファリ線が別府駅西口止まりとなり、大分市に乗り入れる路線バス（高速バスを除く）が消滅した。「すぱっと」という愛称で運行されている。平日の仙人田行きのうち最終便は、サファリを経由しない。
仙人田・サファリ→別府駅西口方面は5系統として運行
- 43：上天間→天間→須崎→仙人田

平日朝片道1便のみ運行。終点の仙人田から、大交北部バス安心院行きに接続

#### 扇山方面
扇山線
- 3：別府駅西口 - 市役所 - ビーコンプラザ - 明豊キャンパス - 霊泉寺 - 西別府病院正門 - 自衛隊 - 扇山団地
  - 日中は1時間に3便運行で、単一系統では最も運行本数が多い。

#### 浜脇 - 別府駅西口 - 観海寺線
別府駅西口観海寺線
- 8：別府駅西口 → 総合体育館べっぷアリーナ → ビーコンプラザ → 明豊キャンパス前 → スギノイパレス
  - 2016年3月26日のダイヤ改正でスギノイパレス発別府駅西口行が廃止され、平日朝片道1本のみ運行となった。

別府駅西口浜脇線
- 10：別府駅西口 - 流川8丁目 - 御幸橋 - 永石温泉前 - 湯都ピア浜脇

観海寺線と浜脇線は2012年3月16日までは8番として同一路線だったが、翌日のダイヤの改正で別府駅西口にて系統分離され、スギノイパレス方面は8番、浜脇方面は10番となった。平日1往復のみ運行。

#### 鉄輪 - 観光港 - 別府駅 - 山の手 - 鉄輪方面
別府大学経由鉄輪線
- 20：別府駅 - 北浜 - 餅ヶ浜 - フェリーさんふらわあ前 - 別大駅前 - 別大前 - 鉄輪
  - 2012年3月17日のダイヤ改正で別府駅 - 流川 - ラクテンチ - 明豊キャンパス前 - 観海寺（スギノイパレス）間が廃止されている。

外廻り循環線
時計回りが16番、反時計回りが26番。16A/26A番は車椅子用リフト付バスで運行する。2012年11月26日より「ぐるっと」という愛称で運行。
- 16/26：鉄輪 - 柴石 -別府医療センター  - 亀川駅 - フェリーさんふらわあ前 - 餅ヶ浜 - 北浜 - 別府駅 - 北浜 - 流川8丁目 - ビーコンプラザ - 明豊キャンパス - 霊泉寺 - 原 - 新別府口 - 鉄輪
- 16A/26A：みょうばんクリニック - 別府リハビリテーションセンター正門 - 海地獄 - 鉄輪 - 柴石 - 別府医療センター - 太陽の家 - 亀川駅 - フェリーさんふらわあ前 - 餅ヶ浜 - 北浜 - 別府駅 - 北浜 - 流川8丁目 - ビーコンプラザ - 明豊キャンパス - 霊泉寺 - 原 - 新別府口 - 鉄輪 - 海地獄 - 別府リハビリテーションセンター正門 - みょうばんクリニック
  - 羽室台高校系統のスクール便として下校時間帯のみ延長運行されていたが、羽室台高校閉校に伴い2017年4月1日のダイヤ改正で廃止となった。
- 29：別府医療センター～柴石温泉入口～鉄輪

山の手経由鉄輪線
- 17：別府駅 → 北浜 → 流川8丁目 → ビーコンプラザ → 明豊キャンパス → スギノイパレス → 霊泉寺 → 原 → 新別府口 → 鉄輪
  - 羽室台高校発別府駅行は、羽室台高校閉校に伴い2017年4月1日のダイヤ改正で廃止となった。平日朝片道1便のみ運行

#### 石垣方面
別府駅西口・石垣線
- 6：別府駅西口 - 別府公園 - 市役所下 - 中部中学校 - 鶴高正門 - 春木 - 別大下 - 亀川駅 - 別府医療センター

鶴見病院経由鉄輪線
- 25：別府駅 - 北浜 - 餅ヶ浜 - 南石垣 - 中部中学校 - 鶴高正門 - 鶴見病院 - 南原 - 新別府 - 新別府口 - 鉄輪
  - 平日のみの運行

石垣線
- 23：別府駅 - 北浜 - 幸通り - 南石垣 - 吉弘温泉 - 石垣8丁目 - 北石垣 - 春木 - 別大下 - 亀川駅 - 別府医療センター

新港町・鉄輪経由APU線
- 24：別府駅 - 北浜 - 餅ヶ浜 - 新港町 - 娘田 - 北石垣 - 総合庁舎 - 鉄輪 - 海地獄 - 本坊主 - みょうばんクリニック - 明礬 - 湯山 - 立命館アジア太平洋大学

餅ヶ浜経由西別府団地線
- 28：別府駅 - 北浜 - 餅ヶ浜 - 南石垣 - 中部中学校 - 朝日橋　- 西別府病院正門 - 南立石二区
  - 2012年3月17日の改正で21番別府駅 - 九大別府病院の路線が廃止となり、28番が荘園町・九大別府病院に乗り入れるようになったが、翌2013年3月16日の改正で九大別府病院へ乗り入れない直通の経路に戻した。平日のみ1.5往復の運行

#### 別府ロープウェイ・湯布院方面

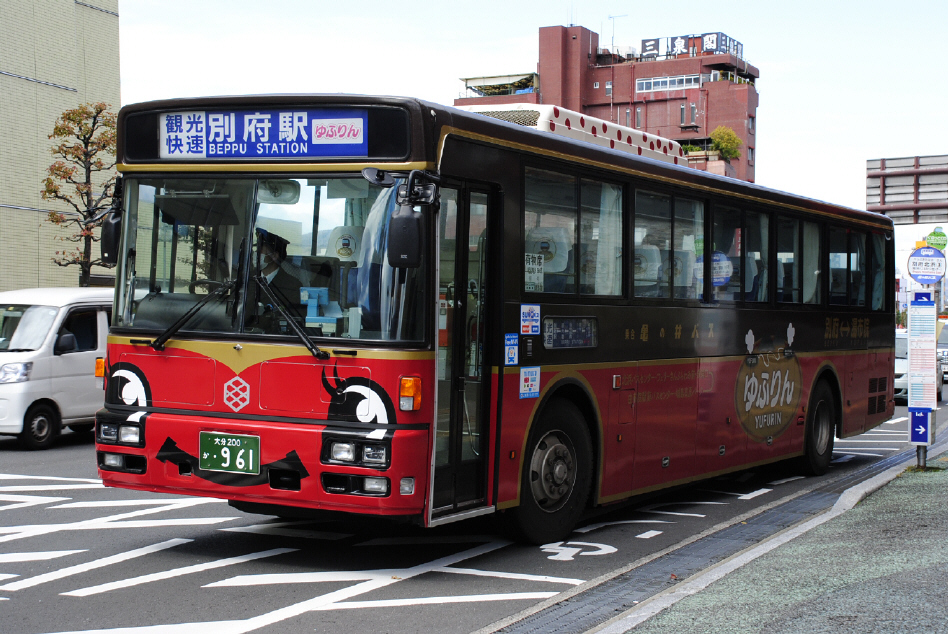
ゆふりん号

別府湯布院線
- 36：別府駅西口 - 別府公園 - 市役所 - ビーコンプラザ - 明豊キャンパス - 霊泉寺 - 西別府団地 - 堀田 -（別府ロープウェイ）- 鳥居 -(志高湖畔)- 城島高原パーク - 由布登山口 - 由布見通り入口 - 由布院駅前バスセンター

2015年3月14日のダイヤ改正で、後述の観光快速「ゆふりん号」運行開始に伴いフェリーさんふらわあ前 - 別府駅西口間が廃止となった。朝夕に別府ロープウェイを経由しない便がある。
一部の便は志高湖畔経由での運行
- 別府湯布院線（観光快速「ゆふりん号」）

（別府駅前 →別府北浜→ / 別府駅前 ← 北浜バスセンター ←）別府交通センター - フェリーさんふらわあ前 - 汐見町 - 娘田（→ 鉄輪 → / 鉄輪口 ← 海地獄前 ← ）本坊主 - 別府自衛隊前 - 別府ロープウェイ - 鳥居(志高湖入口) - 城島高原パーク - 猪の瀬戸 - 由布登山口 - 中の原 - 岳本（金鱗湖入口）- 由布見通り入口 - 由布院駅前バスセンター
2015年3月14日から運行開始。西鉄からの移籍車2台に専用ラッピングを施して運用されている。2015年10月1日より別府側の起終点停留所を北浜バスセンターから別府駅前まで延長。
2016年3月26日のダイヤ改正で別府発の起点停留所を北浜バスセンターに変更し運行経路を別府駅前を経由する運行経路へ変更。同時に全便が別府ロープウェイ経由となる。
2017年7月1日のダイヤ改正で別府発のみ鉄輪バス停に停車、鉄輪口及び海地獄前を通過となる。由布院発は変更なし。
2020年3月14日のダイヤ改正で別府発の起点停留所を別府駅に変更し運行経路を別府北浜経由する運行経路へ変更となる。
牧ノ戸峠線
- 37： 由布院駅前バスセンター - 道の駅ゆふいん - 水分峠 - 小田の池 -九重"夢"大吊橋- 飯田高原 - くじゅう登山口 -寒の地獄-星生温泉-牧の戸峠
  - 1日2往復のみ3月から11月の土・日祝日のみ運行。

#### スクールバス
全路線とも学休日運休である。
石垣経由明豊線
- 餅ヶ浜二組 - 汐見町 - 石垣九丁目 - 吉弘温泉前 - 市役所前 - 明豊下（降車専用）／明豊キャンパス前（乗車専用）

野口原経由明豊線
- 別府医療センター - 亀川駅前 - 別府大学下 - 鶴高正門前 - 朝日橋 - 明豊キャンパス前（降車専用）／明豊下（乗車専用）

明豊幼稚園線
- 鉄輪 - 新別府口 - 九大別府病院前 - 朝日橋 - 明豊キャンパス前（降車専用）)／明豊下（乗車専用）
- 北石垣 - 吉弘温泉前 - ビーコンプラザ前 - 明豊下（降車専用）／明豊キャンパス前（乗車専用)
  - 明豊幼稚園関係者のみ利用可。

山の手スクール線(翔青高校)
- 別府駅西口 → 青山町 → 明星下 → 翔青高校前

鶴高スクール線(鶴見ヶ丘高校)
- 別府駅西口→ 別府公園前 → 中部中学校前 → 鶴高正門前

#### 由布市コミュニティバス
塚原線
- 竹内牧場～湯布院庁舎前～由布院駅前バスセンター
  - 火・金曜日のみ運行される。

湯平線
- 倉本入口～湯平駅前～健康温泉館前
  - 月・木曜日のみ運行される

湯平スクール線（混乗）
- 倉本入口～湯布院中学校前～由布院駅前バスセンター
  - 平日のみ運行される。

塚原スクール線（混乗）
- 塚原牧場～岩男病院前～湯布院中学校
  - 平日のみ運行される。

由布市シャトル線
- 由布院駅前バスセンター～南由布駅前～庄内庁舎
  - 平日のみ運行される。

## ぐるすぱ

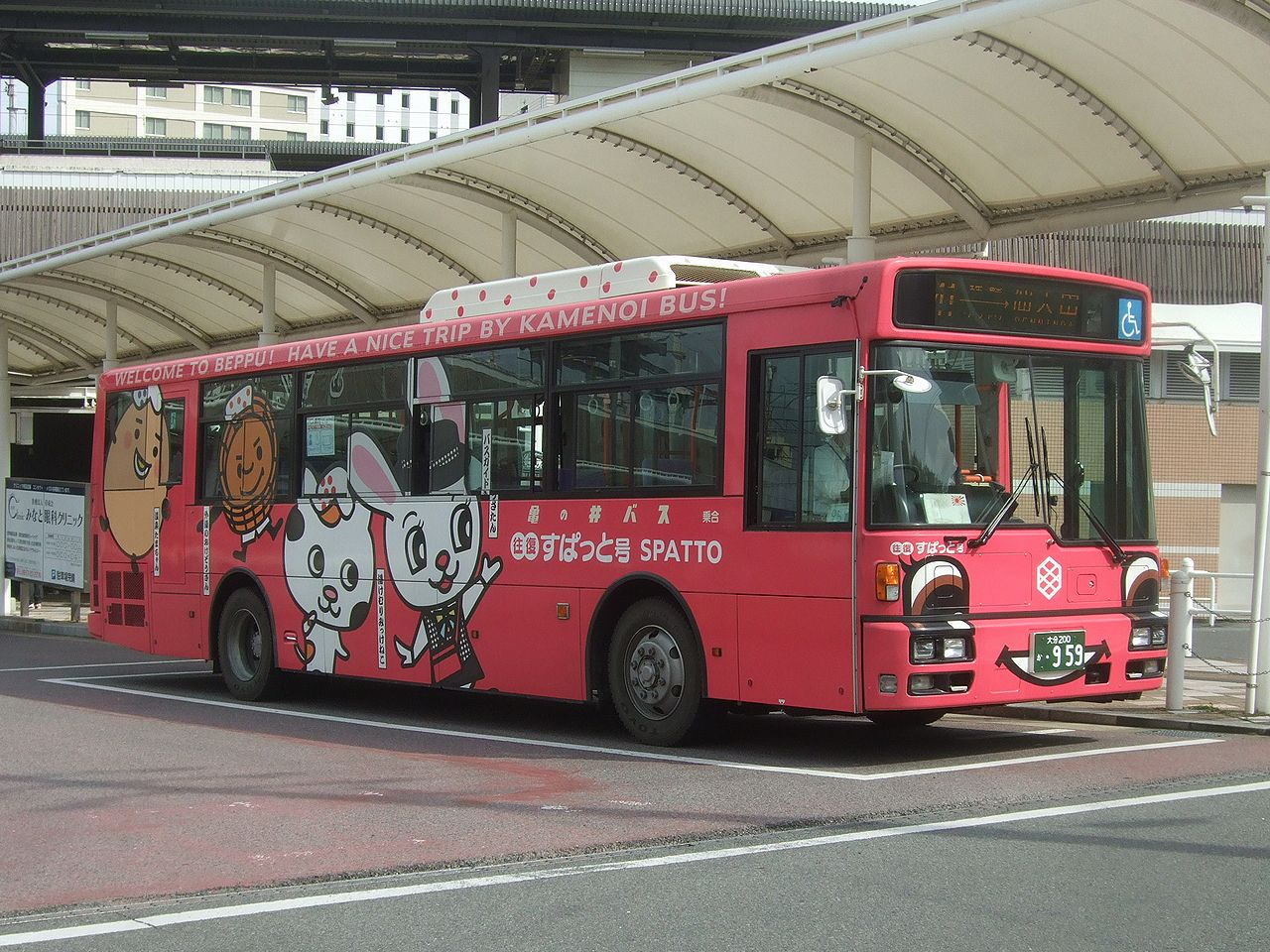
「すぱっと号」車両で運行される41系統仙人田行き

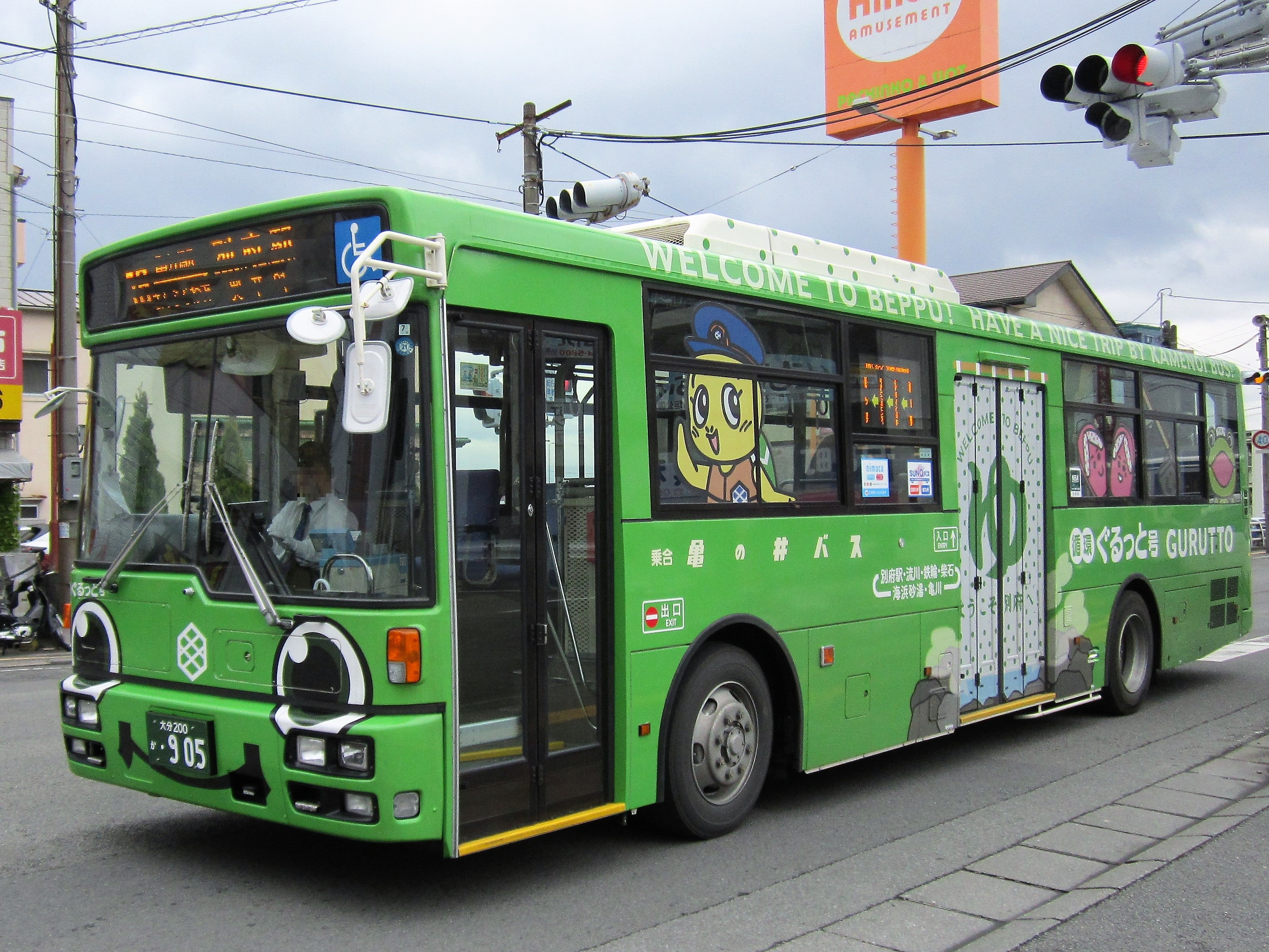
ぐるっと号

2012年11月26日から、観光客にもわかりやすくするために、市内の主要観光地を経由する路線を愛称をつけて運行を開始。

各路線に専用の顔がついたラッピング車両を1台ずつ運行中。そのほかの一般車両には、前面と側面にプレートを貼っている。各路線ともに30分間隔で運行している。
- 「すぱっと」（女の子）
  - 5・41番、別府駅西口 - 鉄輪・明礬を最短ルートで運行していることからの愛称。
- 「ぐるっと」（男の子） - 外廻り循環線。亀の井自動車設立当時に地獄めぐり遊覧バスが運行していた「地獄循環道路」を廻る路線。
  - 16・26番、鉄輪 - 流川 - 別府駅 - 六勝園（別府海浜砂湯） - 亀川 - 血の池地獄 - 鉄輪を循環して運行していることからの愛称。

## 廃止路線

### 高速バス

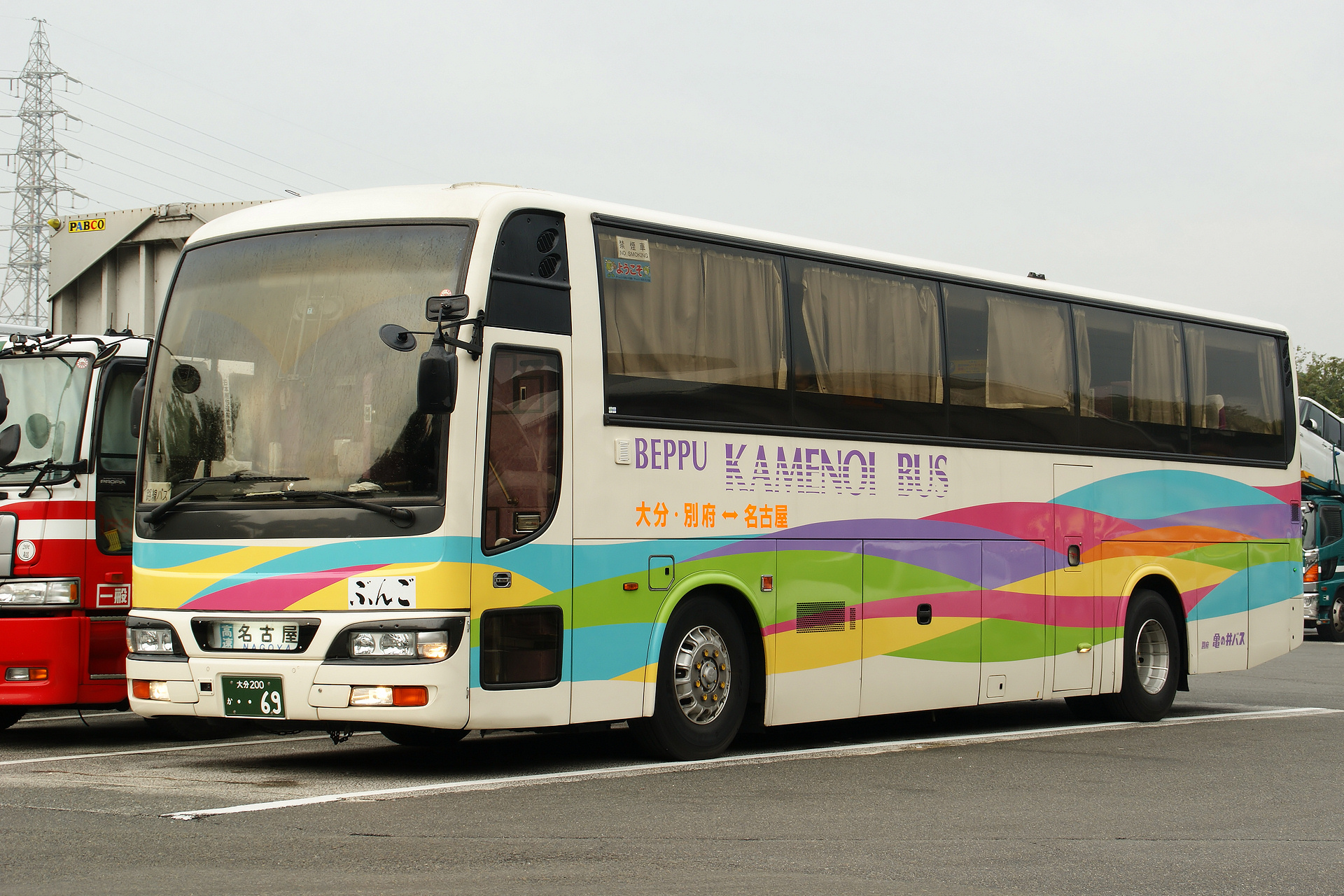
夜行高速バス「ぶんご号」

- 大分・別府 - 大阪「ゆのくに号」（大分交通・阪急バスと共同運行）
- 大分・別府・宇佐・中津 - 名古屋「ぶんご号」（大分交通・大分バスと共同運行）
- 別府 - 湯布院「あさぎり号」（単独運行）
- 大分・別府 - 北九州（西鉄バス北九州・大分交通と共同運行・期間限定運行）
  - 2010年6月11日から2011年9月25日まで（主に土・日曜・祝祭日、お盆・年末年始期間のみ）の期間限定運行。2011年3月27日までは金曜日も運行日であった。
  - 東九州自動車道の延伸に伴って2015年3月7日より運行再開[7]（後述する『ゆのくに号』を参照）。また、共同運行会社に大分バスが新規参入。
- 大分・別府 - 北九州「ゆのくに号」（大分バス・大分交通・西鉄バス北九州と共同運行）[7][8]
  - 2015年3月4日から2018年3月31日まで各停便を担当。大分側3社撤退により、西鉄バス北九州による単独運行となった。2023年3月31日をもって路線廃止。
- 大分・別府 - 神戸・大阪・京都「SORIN号」（大分交通、大分バス、近鉄バスと共同運行）[9][10][11][12]
  - 2019年3月31日まで担当。大分交通とともに撤退。4月1日からは近鉄バス・大分バスの共同運行に変更。
- 大分・別府 - 長崎「サンライト号」（大分バス・大分交通・日田バス・長崎自動車（長崎バス）・長崎県交通局（県営バス）と共同運行）
  - 2015年7月1日より減便の上運行業務から撤退（路線自体は存続。別府地区からの予約受付・発着案内などの支援業務は引き続き行う）。
- 別府 - 北九州空港「BEPPU EXPRESS」（大分交通と共同運行）
  - 2018年10月28日 - 2019年7月31日（1日1往復の試験運行を実施し、試験期間満了に伴い運行終了。）

### 一般路線バス
鉄輪方面扇山線
- 27：別府駅 - 北浜 - 餅ヶ浜 - 新港町 - 娘田 - 北石垣 - 総合庁舎 - 別府医療センター - 血の池地獄 - 鉄輪 - 海地獄 - 本坊主 - 扇山団地
  - 2011年4月1日の改正で鉄輪 - 別府医療センター間を路線延長の上増便したが、わずか半年後の10月1日の改正で運行区間が鉄輪 - 扇山間に戻された。

塚原線
- 47：由布院駅前バスセンター - 湯布院営業所 - 空想の森入口 - 塚原 - 川向
  - 2007年1月4日休止。由布市コミュニティバスへ転換。

桑屋線・湯平線
- 45：湯布院営業所 - 由布院駅前バスセンター - 石松 - 南由布駅 - 桑屋 - 湯平駅 - 湯平温泉場
- 46：湯布院営業所 - 由布院駅前バスセンター - 石松 - 南由布駅 - 桑屋
- 48：湯布院営業所 - 由布院駅前バスセンター - 石松 - 南由布駅 - 桑屋 - 湯平駅
  - 2007年1月4日休止。由布市コミュニティバスへ転換。

塚原経由別府湯布院線
- 由布院駅前バスセンター - 湯布院営業所 - 川向 - セントレジャー城島高原パーク - 別府ロープウェイ- 堀田 - 霊泉寺 - 市役所前 - 別府公園前 - 別府駅西口
  - 2008年1月1日廃止。

安心院線
- 43：別府駅西口 - 別府公園 - 野口原 - 光の園 - 原 - 新別府口 - 鉄輪 - 海地獄 - 本坊主 - みょうばんクリニック - 明礬 - 湯山 - 立命館アジア太平洋大学 - 堀の口 - サファリ - 天間 - 東椎屋 - 五郎丸 - 六郎丸 - 松本口 - 古市 - 安心院
  - 2010年4月1日廃止。

餅ヶ浜経由九大別府病院線
- 21：別府駅 - 北浜 - 餅ヶ浜 - 南石垣 - 中部中学校 - 鶴見原 - 九大別府病院
  - 2012年3月17日廃止、28番に統合された。

内成棚田線
- 19：別府駅 - 北浜 - 流川8丁目 - 朝見 - 河内 - 鳥越峠　- 内成公民館 - 太郎丸 - かいがけ
  - 1960年（昭和35年）開設[13]。
  - 平日4往復（学休日は3往復）、休日2往復の運行。沿線に非常に狭隘な箇所が点在するため、小型バスでの運行となっていた。
  - 沿線に日本の棚田百選に選ばれた内成棚田が存在するため、2014年に行先表示が「内成」から「内成棚田」に改められ、路線名も「日本の棚田百選内成線」と呼称されるようになった。また公式HPで同路線のPRも行われていた[14]。
  - 2022年8月31日廃止、別府市コミュニティバス内成棚田線に転換した[13]。

堀田経由扇山団地線
- 4：別府駅西口→市役所前→霊泉寺→堀田→扇山団地
  - 旧18系統で、平日夜片道1便のみ運行だった。

石垣・鉄輪経由APU線
- 9：別府駅西口 - 幸通り - 北石垣 - 鉄輪 - 明礬 - APU立命館アジア太平洋大学

餅ヶ浜経由別府駅線
- 22：南原→鶴見病院東口→南石垣→餅ヶ浜→別府北浜→別府駅
  - 平日朝片道1便のみ運行だった。

流川・堀田経由城島高原線
- 31：別府北浜 - 流川 - 霊泉寺 - 堀田 - ロープウェイ - 鳥居 - 城島高原パーク

別府駅西口－枝郷・柚の木・堺線
- 32：別府駅西口 - 霊泉寺 - 堀田 - ロープウェイ - 鳥居 - 志高湖畔 - 神楽女 - 枝郷
- 33：別府駅西口 - 霊泉寺 - 堀田 - ロープウェイ - 鳥居 - 城島 - 柚の木
- 34：別府駅西口 - 霊泉寺 - 堀田 - ロープウェイ - 鳥居 - 志高湖畔 - 椿 - 堺

- 大分駅－別府・湯布院線（急行）
- 38：大分駅 - （急行） - 別府駅 - 別府北浜 - 横断道路 - 鉄輪 - ロープウェイ - 鳥居 - 城島高原パーク - 由布院駅前バスセンター
  - 現在の観光快速ゆふりんの元となった路線である。

ラクテンチ経由鉄輪線
- 15：別府駅 - 北浜 - 流川8丁目 - ラクテンチ - 明豊キャンパス - 霊泉寺 - 原 - 新別府口 - 鉄輪
  - 2012年3月17日の改正で、ラクテンチ方面の唯一の路線になったため増回された。
  - 羽室台高校のスクール便として鉄輪 - 羽室台高校間の延長運行を行う便が存在していたが、羽室台高校閉校にともない2017年4月1日のダイヤ改正で廃止となった。
  - 2023年8月31日を以て廃止となった。

## 車両
- 一般路線バスでは多くが日野製であり、それ以外では日産ディーゼル（当時、現:「UDトラックス」）製、いすゞ製を保有する。中型車両が主力で、小型車両も数台保有している。車体は1995年までは日野製は純正車体、日産ディーゼル製は西日本車体工業が車体を製造したものが中心だったが、1996年から2010年の西工解散までは小型車両を除いてすべて西工製となっている。1994年には日本初となる中型のリフト付バスを2台導入し、翌年さらに1台追加した。2010年10月に、16A/26A系統の増便のためリフト付きエルガミオ2台を導入した。この2台は西工解散後に導入したため、亀の井バスの一般路線バス車両では初となるジェイ・バス製の純正車体の車両となった。以後導入が開始されたノンステップバスは日野といすゞを採用している。2017年頃から、首都圏の大手バス事業者が排ガス規制で売却した中古車両も購入している。さらに2018年からは親会社の西鉄バスからの中古車両も購入している（「ぐるっと」用1台、「すぱっと」用3台）。2019年に海外からの観光客に会社名を識別しやすくするため、「KAMENOI BUS」のロゴ・ステッカーを乗車口近くの車体や窓ガラスに貼付した。
- 高速バスはかつては日野が中心だったが、1990年代半ばから三菱、2007年から日産ディーゼルを採用している。また、親会社の西日本鉄道が出資する九州急行バスからの移籍車（三菱）も導入している。車体は、近年まではすべて西工製だったが、2006年に導入したぶんご号用車両（三菱）は三菱ふそうバス製造製の純正車体となった。2010年には西鉄グループの他社から西工S型が転入したが、2010年11月現在西鉄時代の塗装のままで、社名表記等のみを変更（営業所記号・社番は抹消）して使用されている。2012年には初のジェイ・バス製高速車かつ、1999年以来13年振りとなる日野製高速車として日野・セレガを導入した。
- 高速バスの車体には会社名の前に「別府」が書き加えられ、「別府 亀の井バス」と標記している。（「ぶんご号」・「とよのくに号」の写真も参照）
- 貸切バスは大型車両が大部分を占めるが、わずかに中型・小型車両も存在する。大型車両の車体は西工製で統一しており、S型、C-I型、C-II型、SD-I型を架装する。2005年に貸切用の新塗装を導入し、全保有車両に対して塗り替え作業を順次行っている。

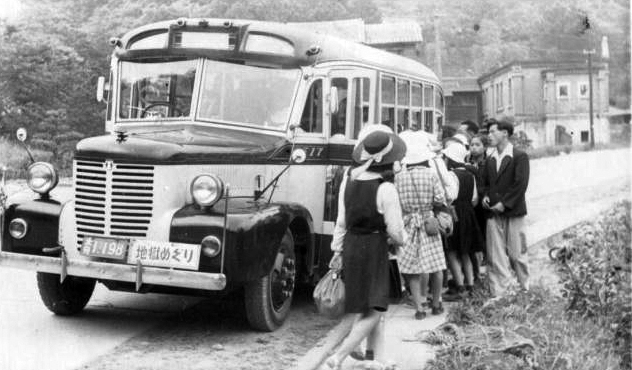
地獄めぐり遊覧バス（1950年代）
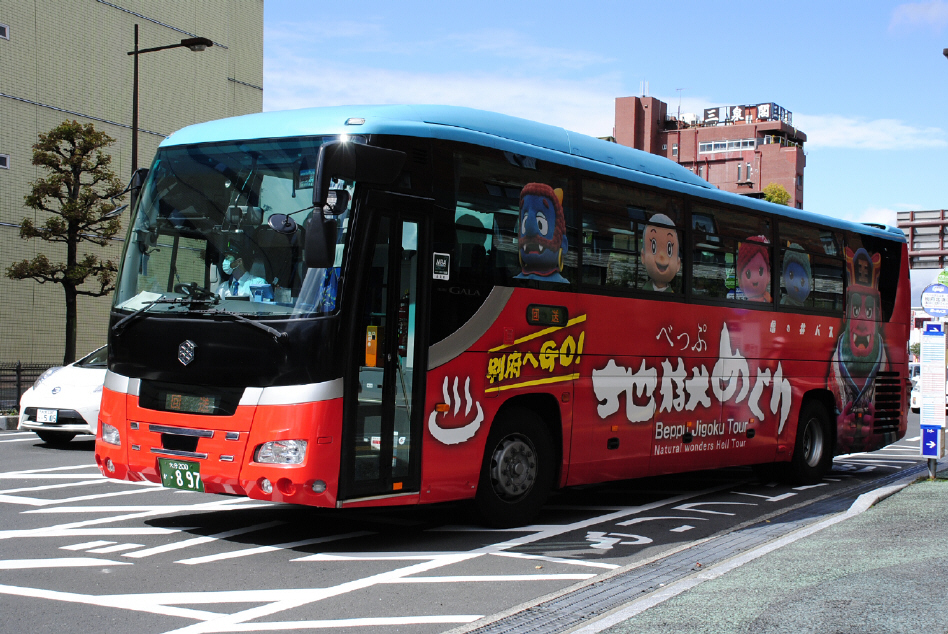
べっぷ地獄めぐり号
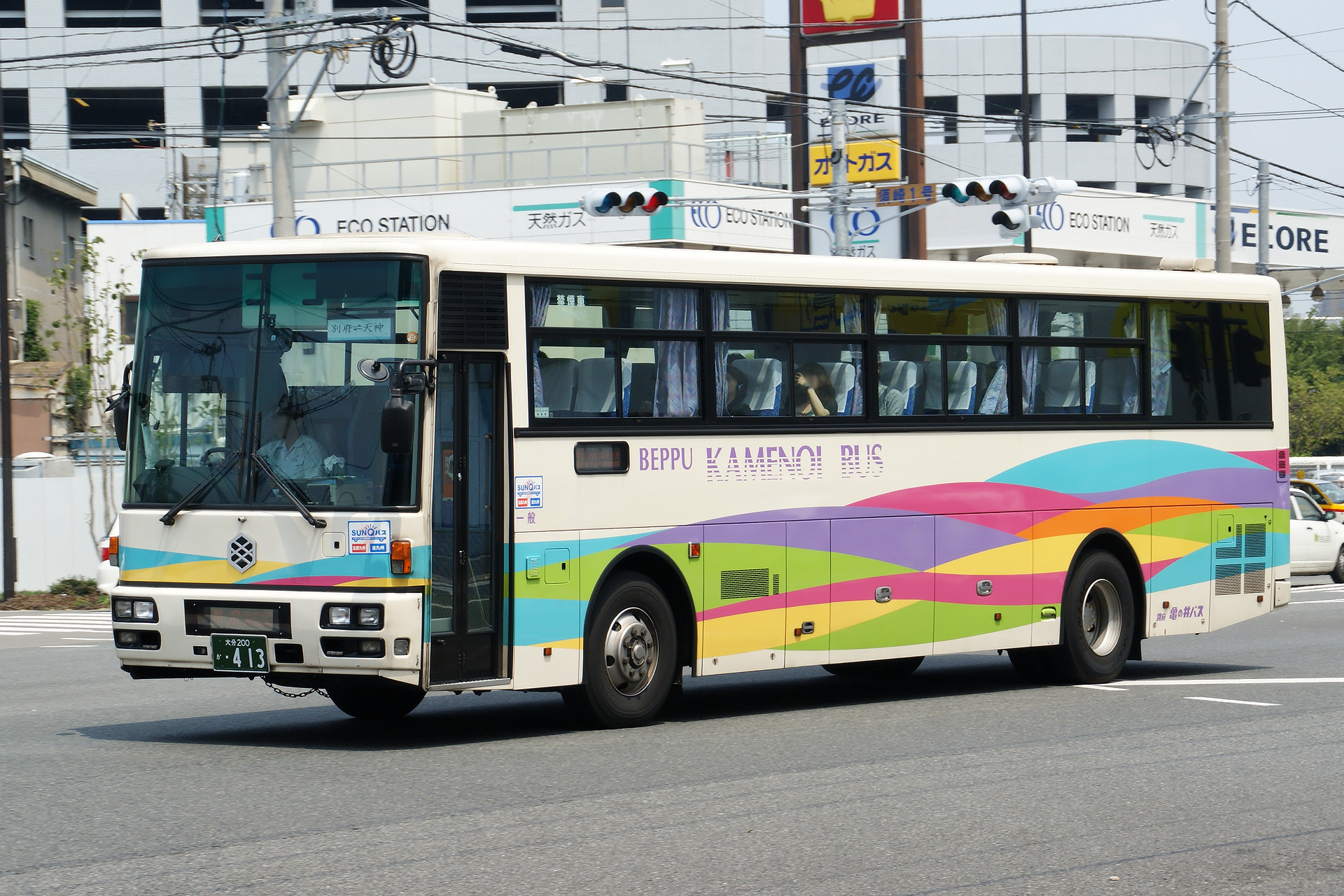
高速バス（とよのくに号）
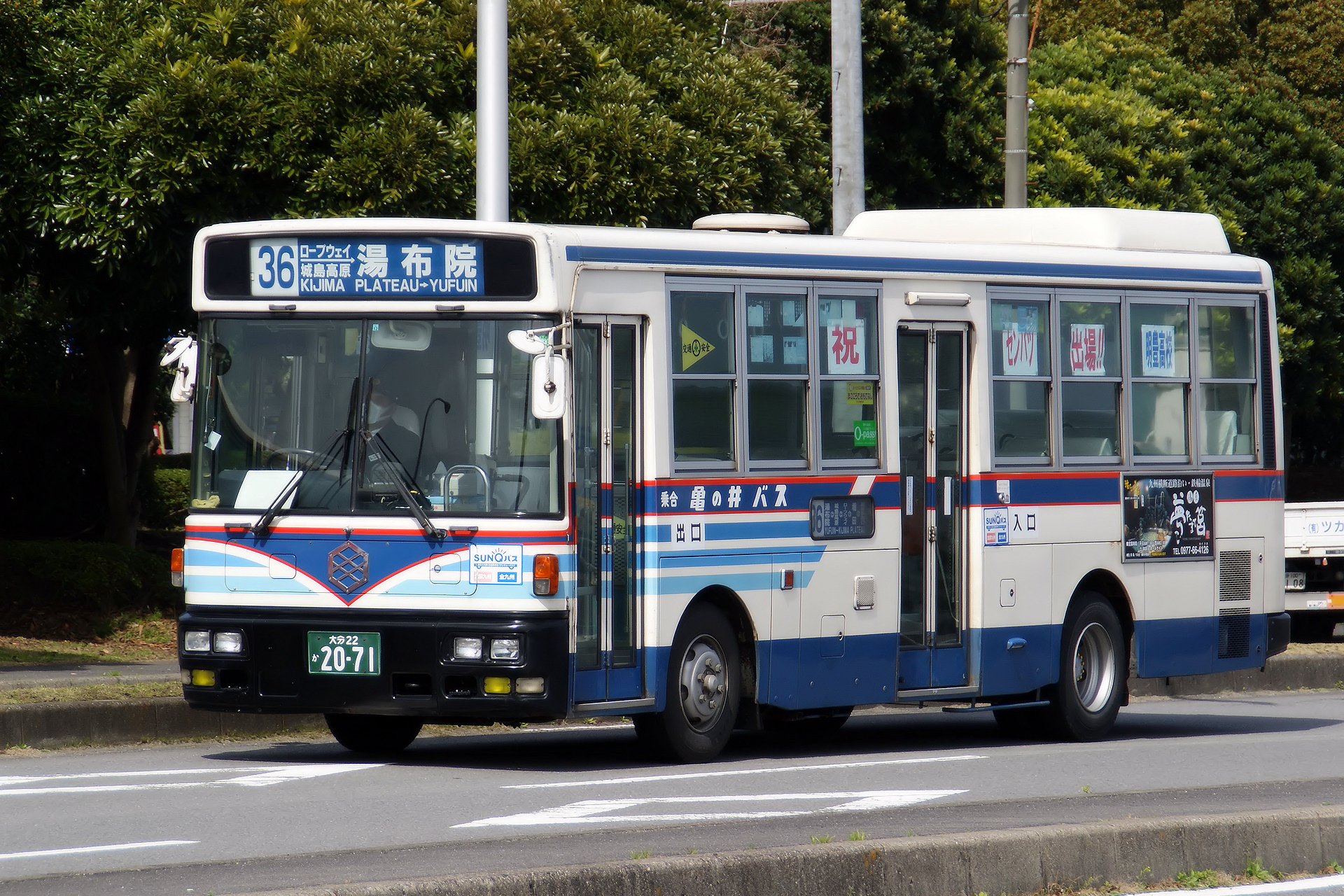
一般路線バス
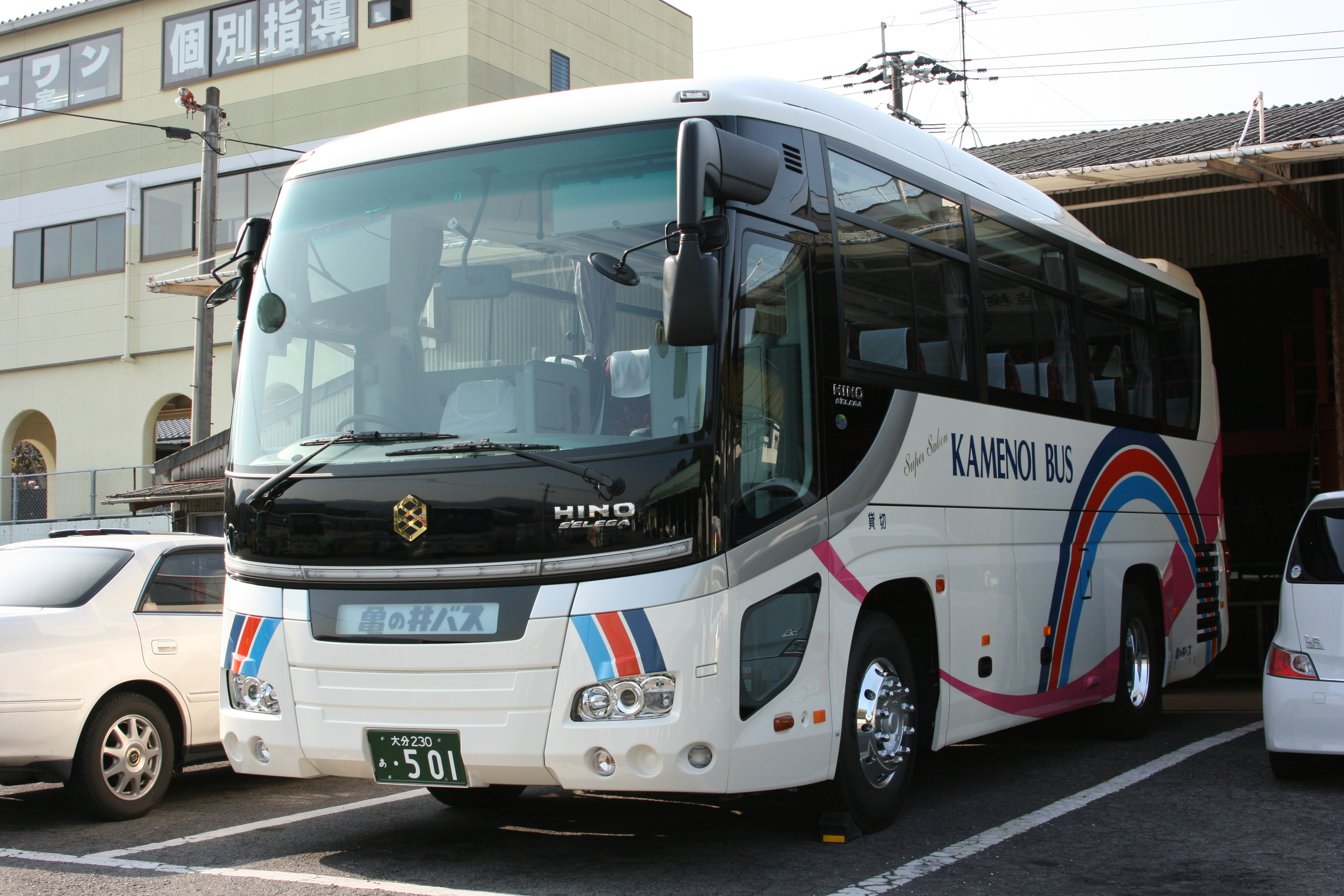
貸切バス(新塗装)
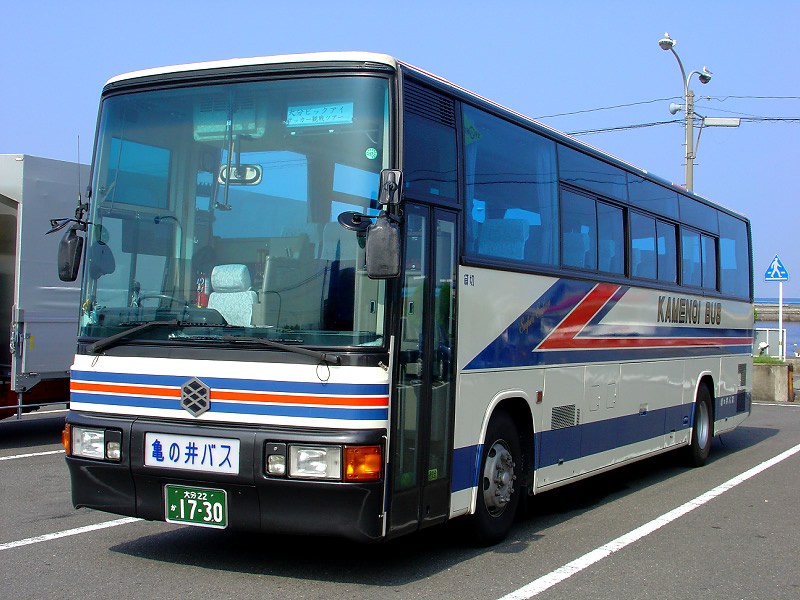
貸切バス（旧塗装）

## 不動産事業
自社が建設したビルを商業施設に賃貸する不動産事業も行っている。

### 主な所有物件
- 亀の井北浜ビル（別府北浜バスセンター）
  - 西鉄イン別府などが入居。1階にはバスセンターを構える。旧本社ビル跡地。
- マルショク餅ヶ浜店
  - 旧亀の井パレスボウル跡の居抜き。長らく寿屋別府店として営業しており建て替え計画もあったが、寿屋の倒産に伴いマルショク餅ヶ浜店が入居している。
- HIヒロセスーパーホームセンター別府店
  - 旧若草整備工場跡地。
- 旧安心院バス停（安心院車庫）。2011年3月16日に路線が区間廃止したため、月極駐車場として再利用。

## 関連会社
- 九重交通開発

日田バスと共同出資。
- 亀の井バス旅行社

100%出資、2002年11月解散。
- 亀の井観光社

100%出資、2003年8月解散。
- 亀の井パレスボウル

1976年9月解散。

## その他
- 西鉄グループの事業者であるが、会社設立時の経緯から九州急行バス・スピナ・株式会社ニモカと共に西鉄グループロゴを使用していない。
- アメイズの主要株主である。
- 別府駅などの主要バス停では英語・韓国語の車内アナウンスを放送する。
- 別府北浜バスセンターや本社などでは書籍型の総合時刻表を配布している。2009年度版から無料化した。2013年度版は全48ページ。
- 2011年3月20日に大分バス・大分交通（両社は、2010年12月26日にサービス開始）とともに、西鉄グループのnimocaと同一機能のICカード「めじろんnimoca」を導入。「めじろんnimoca」販売終了後は通常のnimocaを販売している。
- LED式行先表示器では「礬」の字が潰れてしまい表示できないため、LED式行先表示器を装備する車両は明礬を「明ばん」と表示している。

## その他の「亀の井」を冠する企業について
- アメイズ
  - 亀の井ホテル石川粟津店、大分安心院店を運営、1911年創立の亀の井旅館を源流とするかつての親会社。飲食業を展開するジョイフルに買収されたが現在はジョイフルグループを離脱、持株分を穴見保雄（ジョイフル創業者）らに売却。なお、亀の井ホテル大分別府店は2014年10月29日にMonza特定目的会社に40億円で売却。売却後は新設された別府ホテル・マネージメント合同会社が運営[15]。
- 山口産業
  - 亀の井自動車学校を運営。1968年に亀の井バスよりタクシー部門を買収した。
- 亀の井石油販売
  - 山口産業の子会社。
- 亀の井タクシー
  - 山口産業のグループ会社。
- 西肥亀の井タクシー
  - 西肥自動車系列の西肥タクシーを2009年に山口産業が買収、改称。

これらの企業は、亀の井バスと同じ亀のマークの社章を使用している。